# Griegpriset
Griegpriset delas ut av Edvard Grieg Museum Troldhaugen till en norsk musiker, dirigent eller musikforskare som på ett särskilt sätt har förmedlat Edvard Griegs musik till andra. Det har också delats ut extraordinärt fem gånger till personer som har gjort en särskild insats för Edvard Grieg och Troldhaugen. Priset delas varje år ut den 15 juni, som år Griegs födelsedag.

## Vinnare
- 1972 Jens Harald Bratlie
- 1973 Arve Tellefsen
- 1974 Olav Eriksen
- 1975 Follesø Mannskor och Valter Aamodt
- 1976 Hindarkvartetten
- 1976 Sigmund Torsteinson (extraordinärt)
- 1977 Edith Thallaug
- 1978 Jan Henrik Kayser, Anne Bolstad och Finn Nielsen
- 1979 Terje Tønnesen
- 1980 Eva Knardahl
- 1981 Finn Benestad och Dag Schjelderup-Ebbe
- 1981 Carl O. Gram Gjesdal (extraordinärt)
- 1982 Bergen Filharmoniske Orkester och Karsten Andersen
- 1983 Det Norske Kammerorkester
- 1984 Ellen Westberg Andersen
- 1985 Bergen Domkantori och Magnar Mangersnes
- 1985 Johan Severud (extraordinärt)
- 1986 Aage Kvalbein
- 1987 Marianne Hirsti
- 1988 Einar Steen-Nøkleberg
- 1989 Harald Bjørkøy
- 1990 Leif Ove Andsnes
- 1991 Truls Mørk
- 1992 Ole Kristian Ruud
- 1993 Elizabeth Norberg-Schulz
- 1994 Rikskonsertene / Fylkeskonsertane i Hordaland
- 1995 Jiri Hlinka
- 1996 Håvard Gimse
- 1997 Grieg Trio
- 1998 Henning Kraggerud och Helge Kjekshus
- 1999 Inger Elisabeth Haavet
- 2000 Bodil Arnesen och Erling Ragnar Eriksen
- 2001 Ragnhild Heiland Sørensen
- 2001 Lizsy Sandal (extraordinärt)
- 2002 Inte utdelat
- 2003 Håkon Austbø
- 2004 Per Gynt-stemnet på Vinstra genom regissören Svein Sturla Hungnes och dirigenten Eldar Nilsen
- 2005 Vertavo-kvartetten
- 2006 Per Vollestad och Sigmund Hjelset
- 2007 Bergen Filharmoniske Orkester och Ole Kristian Ruud
- 2007 Erling Dahl jr. (extraordinärt)
- 2008 Inte utdelat
- 2009 Njål Sparbo
- 2010 Audun Kayser